# 2015년 국제 축구 연맹 부패 사건

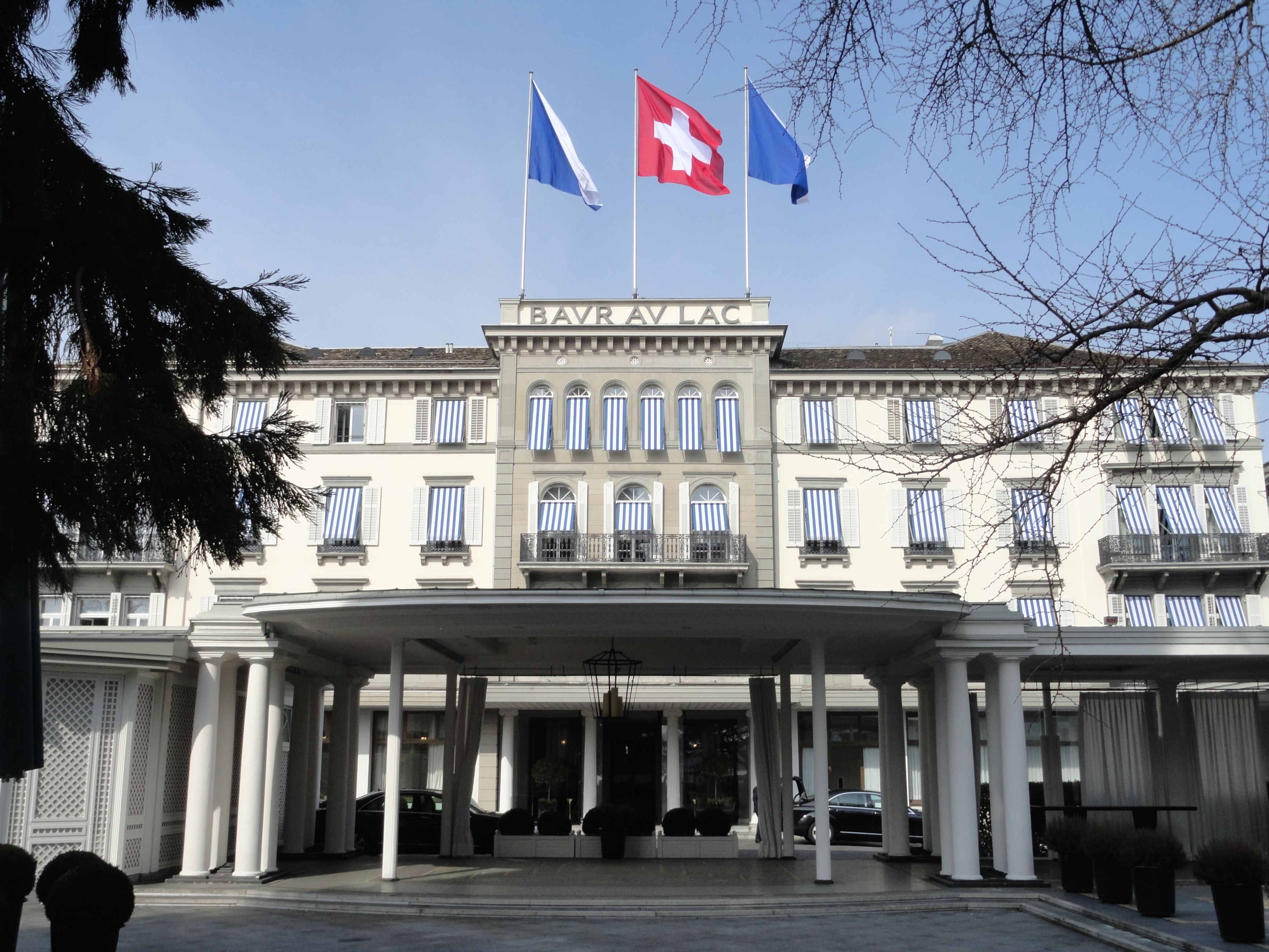

2015년 국제 축구 연맹 부패 사건은 2015년 5월 27일에 부패 혐의로 스위스의 사법 당국이 국제 축구 연맹(FIFA)의 간부들을 체포한 사건이다.

## 사건 전개

### 2015년 이전
FIFA의 비리가 드러난 계기는 2010년 영국의 신문인 《선데이 타임스》(The Sunday Times)의 기자가 미국의 FIFA 월드컵 유치를 목표로 로비 활동을 전개했던 나이지리아 출신의 FIFA 이사가 미국에 투표하는 조건으로 많은 금액의 뇌물 지급을 요구하는 모습을 비디오에 녹화하면서 지면에 게재된 사건이다.
2011년에는 미국 연방수사국(FBI), 미국 세무 당국에서 근무하고 있던 담당자 2명이 과거 FIFA 이사, 북중미카리브 축구 연맹(CONCACAF) 사무총장을 역임했던 척 블레이저(Chuck Blazer)를 만났다. 블레이저는 FIFA가 10년 이상 동안 탈세를 했다고 지적하면서 미국 당국의 수사 공조에 동의했다.
미국 수사 당국은 2012년 런던 하계 올림픽 기간 동안에 소형 마이크를 이용해서 FIFA 소속 간부들의 대화를 녹음하는 한편 FIFA의 전화, 이메일 기록을 확인했다. 미국 수사 당국은 이들 수사 정보를 토대로 2018년 FIFA 월드컵, 2022년 FIFA 월드컵 유치 과정에서 뇌물을 주고받은 증거를 입수했다.

### 2015년
2015년 5월 27일 미국 법무부가 FIFA 소속 고위 간부 14명을 조직적인 비리 혐의로 기소했다. 이 가운데 7명은 스위스 당국에 의해 체포되었다. 기소된 피고인 14명 가운데 일부는 이전부터 비리 의혹을 받았으며 미국 뉴욕 브루클린 연방 법원, 미국 연방 수사국이 오래 전부터 수사를 전개했다.
미국 법무부는 FIFA 월드컵 예선, 코파 아메리카, 코파 리베르타도레스 등 9개 축구 대회에 대한 방송권 수주, 2010년 FIFA 월드컵 유치 활동을 둘러싼 자금 공작, 2011년 FIFA 회장 선거를 둘러싼 자금 공작 등을 기소 대상으로 삼았다. 미국 법무부는 FIFA 소속 고위 간부들이 현금 교환 과정에서 미국의 금융 시스템을 이용한 점을 근거로 기소 대상에 포함되었으며 47개에 달하는 기소 사실이 있다고 전했다.
미국 검찰은 뇌물 수수, 돈세탁 등을 금지한 미국의 법률을 적용했다. 이는 미국 국외에 거주하는 외국인이 저지른 범죄라도 미국의 은행을 이용한 사실이 드러라면 수사 대상에 포함되는 것을 의미했다. 미국 국세청의 형사 수사 담당자는 이번 사건이 미국 연방수사국과의 공조 수사 체제를 벌이고 있다고 설명했다.
미국 사법 당국의 수사 과정에서 체포된 용의자들은 아르헨티나, 코스타리카, 베네수엘라 등 중앙아메리카, 남아메리카 출신이 많은 것이 특징이며 남미 축구 연맹(CONMEBOL), 북중미카리브 축구 연맹(CONCACAF) 소속 간부가 이 사건에 연루되었다는 점이다. FIFA 윤리위원회는 미국 사법 당국에 기소된 FIFA 관계자 9명을 포함한 11명에 대해 잠정적인 활동 정지 처분을 내렸다.
미국 사법 당국은 14명의 FIFA 부회장들이 일명 "공범자"로서 공소장에 포함되었다고 밝혔으며 남미 축구 연맹, 북중미카리브 축구 연맹, 아시아 축구 연맹 소속 간부 25명이 비리에 연루된 혐의가 있다고 판단했다. 또한 FIFA 부회장들과 함께 스포츠 관련 기업에 거액의 뇌물을 요구하거나 자금 제공에 동의한 혐의가 있다고 밝혔다. 미국 국세청 범죄 수사 담당자도 2015년 5월 30일에 이번 사건의 피의자의 수가 늘어날 가능성이 있음을 시사했다.

## 같이 보기
- 2014년 브라질 시위